# Hayakawa Sachio
Hayakawa Sachio (jap. 早川 幸男, auch Hayakawa Satio nach der Kunrei-Transkription; * 16. Oktober 1923; † 5. Februar 1992) war ein japanischer Astrophysiker, Kernphysiker, Plasmaphysiker und Teilchenphysiker. 

## Leben
Hayakawa studierte an der Universität Tokio und war ein Schüler von Shin’ichirō Tomonaga und befasste sich anfangs mit der Theorie kosmischer Höhenstrahlung. Er gehörte in den 1950er Jahren zu einer Gruppe von theoretischen Elementarteilchenphysikern an der Städtischen Universität Osaka (wie auch Yōichirō Nambu) und arbeitete auch mit Hideki Yukawa und Shoichi Sakata zusammen. 1952 erhielt er eine volle Professur am neu gegründeten Institute for Fundamental Physics in Kyoto. 1958 wechselte er an die Universität Nagoya, deren Präsident er später wurde.
Hayakawa arbeitete sowohl theoretisch als auch experimentell. Er hatte wesentlichen Anteil an der Gründung des Teilchenbeschleunigerzentrums KEK. Er war in der Plasmaphysik Mitgründer des Zentrums für Plasmaphysik an der Universität Nagoya.
Unabhängig von Philip Morrison schlug er in den 1950er Jahren Gammastrahlenastronomie vor und er befasste sich mit Kernreaktionen in Sternen. Später befasste er sich mit Infrarot- und Röntgenastronomie (bei der er in Japan eine führende Rolle hatte und Röntgensatellitenprogramme initiierte) und zuletzt mit Forschungsprogrammen zu Gravitationswellendetektoren.
1989 erhielt er den Marcel Grossmann Award.
Er setzte sich für internationale Zusammenarbeit ein und war Vorsitzender der IUPAC-Kommission für Astrophysik.